# Aerostatică
Aerostatica este o ramură a fizicii care se ocupă cu echilibrul gazelor, în special cu echilibrul maselor de aer din atmosferă, precum și cu echilibrul solidelor în aer.
Aerostatica constituie o ramură a mecanicii fluidelor care se ocupă cu studiul echilibrului aerului și, în general, al gazelor, precum și cu construirea și dirijarea aerostatelor. Prin urmare, are în vedere studiul gazelor care nu se află în mișcare în raport cu sistemul de coordonate considerat. Studiul corespunzător al gazelor în mișcare se numește aerodinamică.
Aerostatica studiază distribuirea densității în special în aer. Una dintre aplicațiile aerostaticii este formula barometrică.